# Van de koele meren des doods (film)
Van de koele meren des doods is een Nederlandse film uit 1982 onder regie van Nouchka van Brakel, die gebaseerd is op de gelijknamige roman van Frederik van Eeden. De film heeft als internationale titels Hedwig: The Quiet Lakes en The Cool Lakes of Death.
De film won in 1983 de eerste prijs bij een filmfestival in Oxford. 603.000 mensen bezochten de film.

## Verhaal
De film begint in 1869. Hedwig is een meisje van goeden huize. Sinds het overlijden van haar moeder toont ze vooral interesse in het lezen van Engelse boeken. Tijdens een bezoek aan de begraafplaats ontmoet ze Johan, een jongeman voor wie ze als een blok valt. Ze heeft doorgaans seksuele fantasieën over hem en dit weet ze niet te verbergen voor haar streng religieuze familie. Haar gouvernante maakt haar wijs dat ze aan het zondigen is en geen kinderen meer kan krijgen. Vernederd als ze is, probeert ze een eind aan haar leven te maken, maar het blijkt een mislukte zelfmoordpoging te zijn.
Er gaan drie jaren voorbij. Hedwig is reeds een dame en op een dag komt ze Johan weer tegen, een inmiddels arme man die hoopt ooit kunstenaar te worden. Hij wil met haar trouwen, maar zij denkt dat ze hem ongelukkig zal maken. Hedwig trouwt hierna met notaris Gerard. Haar huwelijk met Gerard kent geen passie, omdat hij heeft gezworen nooit de liefde te bedrijven. Ze merkt al snel dat ze niet gelukkig is en dit resulteert in ziekte. Op aanraden van de huisarts besluit het huwelijkspaar toch met elkaar naar bed te gaan. Het blijkt een traumatische ervaring te zijn. Aan haar vriendin Leonora geeft Hedwig toe dat ze haar leven te saai en voorspelbaar vindt.
Op een dag krijgt ze een brief van Johan, waarin hij haar uitmaakt voor hoer. Na een confrontatie schiet hij zichzelf dood. Ook Hedwig probeert zichzelf dood te schieten, maar ze wordt tegengehouden door Gerard. Niet veel later ontmoet ze Ritsaart, een romantische pianist met wie ze een affaire begint. Als hij met haar naar bed wil, stuurt ze hem weg, maar 's nachts kan ze de seksuele fantasieën niet onder bedwang houden. In diezelfde periode raakt ze bevriend met Joop, een aan heroïne verslaafde kunstenaar die Johan ooit goed kende.
Na een hartstochtelijke avond met Ritsaart begint Hedwig voor het eerst te genieten van seks. Ze voelt dat ze zijn vrouw is en besluit Gerard te verlaten. Gerard zit vol jaloezie en plant Ritsaart dood te schieten zodra die op bezoek komt. De confrontatie tussen Gerard en Ritsaart wordt onderbroken doordat water langs de muren in het huis loopt. Gerard, gevolgd door Ritsaart, vindt Hedwig in de badkamer met doorgesneden pols. Gerard ziet hoe Ritsaart haar reddende engel blijkt te zijn en laat zijn vrouw vrij. Zij verhuist met Ritsaart naar Cobham en weet de Engelse society te imponeren. Na enige tijd bevalt ze van een dochter, die al na enkele dagen overlijdt.
Hedwig weet realiteit en fantasie niet meer van elkaar te onderscheiden en gaat impulsief naar Calais. Daar laat ze zich overtuigen mee te gaan met iemand van wie ze denkt dat hij haar man is. De man is echter uit op haar tas. Hedwig denkt dat haar dochter erin zit. Als ze per trein onderweg zijn naar Parijs, gaat hij er met haar tas vandoor. Ze belandt uiteindelijk in een psychiatrische inrichting. Daar brengt ze haar dagen eenzaam en naakt door in een isoleercel. Nadat ze is hersteld en vrijgelaten, raakt ze verslaafd aan morfine. Om te overleven, vindt ze haar eten tussen het afval en biedt ze zichzelf aan als prostituee.
Hedwig valt door honger flauw op straat en wordt opgenomen in een ziekenhuis. Ze krijgt hulp van de Franse kloosterzuster Paula, die haar helpt af te kicken en haar leven te verbeteren. Als ze gezond is keert ze terug naar Nederland. Ze besluit Joop te bezoeken en loopt Ritsaart tegen het lijf. Ze vertelt hem dat ze altijd van hem zal blijven houden, maar dat ze hem nooit meer wil zien. Uiteindelijk brengt ze haar laatste jaren door bij een boerenfamilie.

## Vergelijking boek - film
In het filmscript hebben Ton Vorstenbosch en Nouchka van Brakel enkele accenten gelegd die in Van Eedens roman minder geprononceerd voorkomen. Zij laten Hedwigs schuldgevoel ontstaan doordat zij opgroeit in een streng religieus milieu. In het boek is de godsdienst veel minder overheersend. Ook aan het einde van de film ligt sterk de nadruk op de verlossing door de religie (in een veel mildere verschijningsvorm dan in de episodes uit haar jeugd), waar de schrijver-psychiater Van Eeden een minstens zo grote nadruk legt op de helende werking van de psychoanalyse.
In de film zit een anachronisme. Spelende in de 19e eeuw zijn op een bepaald moment door een raam de torens van de St.-Bavo-kathedraal van Haarlem te zien. Deze torens zijn echter pas in de 20e eeuw gebouwd.

## Rolverdeling
| Acteur           | Personage                           |
| ---------------- | ----------------------------------- |
| Renée Soutendijk | Hedwig Marga 'Hetty' de Fontayne    |
| Derek de Lint    | Ritsaart 'Richard Delmonte'         |
| Adriaan Olree    | Gerard Johannes Hendrikus Wijbrands |
| Erik van 't Wout | Johan                               |
| Peter Faber      | Joop                                |
| Claire Wauthion  | Zuster Paula / Moeder               |
| Krijn ter Braak  | Vader                               |
| Lettie Oosthoek  | Gouvernante                         |
| Kristine de Both | Leonora                             |
| Siem Vroom       | Godsdienstleraar                    |
| Rudolf Lucieer   | Huisarts                            |